# Roberto Vecchioni raccolta
Roberto Vecchioni raccolta è un album raccolta del cantautore italiano Roberto Vecchioni, pubblicato dall'etichetta discografica CGD/Eastwest nel 1997.

## Tracce

### CD 1
1. Luci a San Siro - 4:18
2. L'uomo che si gioca il cielo a dadi - 3:46
3. Morgana - 4:30
4. Lui se n'è andato - 4:42
5. La tua assenza - 4:38
6. Dentro gli occhi - 4:09
7. Il re non si diverte - 9:56
8. La farfalla giapponese - 5:09
9. Sestri Levante - 4:34
10. Casa dolce casa - 5:15
11. Aiace - 3:46
12. Per la cruna di un ago - 5:27
13. Ricetta di donna - Fellini 8½ - 2:45
14. Per tirare avanti - 3:54
15. I pazzi sono fuori - 4:35

### CD 2
1. Signor giudice - 4:28
2. Archeologia - 4:24
3. Il fiume e il salice - 3:42
4. Hollywood Hollywood - 6:01
5. Ninna nanna - 2:54
6. La leggenda di Olaf - 5:07
7. Parigi - 6:52
8. Parabola - 3:34
9. Mi manchi - 3:13
10. Ragazzo che parti, ragazzo che vai - 4:01
11. Cambio gioco - 3:38
12. Lo stregone e il giocatore - 4:18
13. Vorrei - 3:44
14. Fratelli - 4:02
15. Io non devo andare in via Ferrante Aporti - 2:25